# Robbie Dixon
Robbie Dixon (ur. 4 stycznia 1985 w North Vancouver) – kanadyjski narciarz alpejski.

## Kariera
Po raz pierwszy na arenie międzynarodowej pojawił się 16 grudnia 2000 roku w Panoramie, gdzie w zawodach FIS Race zajął 39. miejsce w slalomie. W 2005 roku wystartował na mistrzostwach świata juniorów w Bardonecchii, gdzie zajął 30. miejsce w zjeździe i 41. miejsce w supergigancie.
W zawodach Pucharu Świata zadebiutował 26 listopada 2006 roku w Lake Louise, zajmując 46. miejsce w supergigancie. Pierwsze pucharowe punkty wywalczył 18 stycznia 2008 roku w Kitzbühel, zajmując szóste miejsce w tej samej konkurencji. Nigdy nie stanął na podium zawodów tego cyklu, choć był dwukrotnie czwarty w supergigancie: 2 marca 2008 roku w Kvitfjell i 3 grudnia 2011 roku w Beaver Creek. Najlepsze wyniki osiągnął w sezonie 2009/2010, kiedy zajął 43. miejsce w klasyfikacji generalnej.
Na igrzyskach olimpijskich w Vancouver w 2010 roku zajął 24. miejsce w gigancie, a supergiganta i zjazdu nie ukończył. Brał też udział w mistrzostwach świata w Val d’Isère w 2009 roku, zajmując 20. miejsce w supergigancie i 21. miejsce w gigancie.
W 2016 roku zakończył karierę.

## Osiągnięcia

### Igrzyska olimpijskie
| Miejsce | Dzień     | Rok  | Miejscowość | Konkurencja | Czas biegu | Strata | Zwycięzca          |
| ------- | --------- | ---- | ----------- | ----------- | ---------- | ------ | ------------------ |
| DNF     | 15 lutego | 2010 | Vancouver   | Zjazd       | 1:56,69    | -      | Didier Défago      |
| DNF     | 19 lutego | 2010 | Vancouver   | Supergigant | 1:30,34    | -      | Aksel Lund Svindal |
| 24.     | 23 lutego | 2010 | Vancouver   | Gigant      | 2:38,22    | +3,15  | Carlo Janka        |

### Mistrzostwa świata
| Miejsce | Dzień     | Rok  | Miejscowość | Konkurencja     | Czas biegu | Strata | Zwycięzca          |
| ------- | --------- | ---- | ----------- | --------------- | ---------- | ------ | ------------------ |
| 20.     | 4 lutego  | 2009 | Val d’Isère | Supergigant     | 1:41,34    | +3,10  | Didier Cuche       |
| DNF1    | 9 lutego  | 2009 | Val d’Isère | Superkombinacja | 2:23,00    | -      | Aksel Lund Svindal |
| 21.     | 13 lutego | 2009 | Val d’Isère | Gigant          | 2:18,82    | +4,02  | Carlo Janka        |

### Mistrzostwa świata juniorów
| Miejsce | Dzień     | Rok  | Miejscowość  | Konkurencja | Czas biegu | Strata | Zwycięzca       |
| ------- | --------- | ---- | ------------ | ----------- | ---------- | ------ | --------------- |
| 30.     | 23 lutego | 2005 | Bardonecchia | Zjazd       | 1:25,58    | +2,75  | Rok Perko       |
| DNF1    | 24 lutego | 2005 | Bardonecchia | Slalom      | 1:24,10    | -      | Filip Trejbal   |
| 41.     | 25 lutego | 2005 | Bardonecchia | Supergigant | 1:25,20    | +2,58  | Michael Gmeiner |
| DNS2    | 27 lutego | 2005 | Bardonecchia | Gigant      | 2:10,28    | -      | Michael Gmeiner |

### Puchar Świata

#### Miejsca w klasyfikacji generalnej
- sezon 2007/2008: 63.
- sezon 2008/2009: 54.
- sezon 2009/2010: 43.
- sezon 2010/2011: 80.
- sezon 2011/2012: 78.

#### Miejsca na podium w zawodach
Dixon nigdy nie stanął na podium zawodów PŚ.